# 夏侯恩
夏侯恩，是《三国演义》中的虚构人物，曹操爱将。
夏侯恩手提铁枪，曹操有宝剑二口：一名“倚天剑”，一名“青釭剑”。倚天剑曹操自佩，青釭剑夏侯恩佩戴。長坂之战，夏侯恩自恃勇力，背着曹操，只顾引人抢夺掳掠。碰见赵云，被赵云一枪刺死，赵云夺了青釭剑。日本吉川英治小説《三国志》中，字子云，是夏侯惇的弟弟。一说原型为夏侯惇族弟夏侯廉。